# By the Sad Sea Waves
By the Sad Sea Waves er en amerikansk stumfilm fra 1917 af Alfred J. Goulding.

## Medvirkende
- Harold Lloyd
- Snub Pollard
- Bebe Daniels
- Frank Alexander som Bather
- William Blaisdell